# ガガンヤーン
ガガンヤーン（サンスクリット: गगनयान、IAST: gagan-yāna）は、インド宇宙研究機関（ヒンディー語: भारतीय अन्तरिक्ष अनुसन्धान सङ्गठन、英語: Indian Space Research Organization, ISRO）がインドの有人宇宙飛行計画に使用することを予定している宇宙船である。カプセルは3人を運ぶ能力を有し、将来的にはランデブーとドッキング能力を備えることが計画されている。

## 概要
軌道周回機は重量3トンのカプセル型宇宙船で、完全自立制御により3人の乗員を軌道へ運び、2日間で数回周回してから安全に帰還させる目的で設計される。ISROは宇宙回収カプセル回収実験(SRE)の設計を基に軌道周回機を設計している。ISROは2007年1月に550kgの宇宙回収カプセルを打ち上げ、回収した。実物大の有人軌道周回機はこれを基にしており既にISROが公表した概念図は宇宙回収カプセルよりも円錐形で細長い形状を示している。
宇宙カプセルは生命維持装置と環境制御装置が搭載される。またロケットの第一段や第二段に異常が起きた緊急時に脱出する機能を有する。宇宙船の概念図によると主エンジンと周囲の小型のエンジンはカプセルの基部の周囲に軽量にまとめられている。地球周回軌道上での機動能力が含まれる。軌道周回機の原型の先端部にはドッキング機構がないが、爆発ボルトで開く扉が側面にある。
軌道周回機はGSLV-IIIロケットで打ち上げられる形状になっている。
インドの軌道周回機は現在のソユーズ宇宙船や中国の神舟、アメリカのオリオン宇宙船よりも大幅に小さいがジェミニ宇宙船よりは大きい。
現在入手し得る多くの技術要素が有人宇宙飛行に投入されるが、ISROは信頼性の高い生命維持装置や安全性に優れた乗員脱出装置等、多くの新技術の開発を必要としている。完全な再突入技術が有人宇宙飛行に不可欠なため、ISROは3機の宇宙回収カプセル(SRE)の計画を立てて数度の無人軌道周回機の飛行を予定している。
初飛行では2名の乗員を乗せた3.7トンのカプセルを高度400 km (250 mi)の軌道上へ投入し、最大7日間周回する予定である。カプセルは現在開発中ISROのロケットGSLV-IIIで打ち上げられる。シュリーハリコータのサティシュ・ダワン宇宙センター(SDSC)から打ち上げられてからおよそ16分後に、ロケットは軌道周回機を高度300から400kmの周回軌道へ投入する。カプセルはベンガル湾へ着水する予定である。

## 歴史
2006年に原形機の開発が始まった。計画では設計は単純にマーキュリーカプセルに似た宇宙船でおよそ1週間の滞在を予定していた。2名の乗員を運び、海洋上に着水するように設計された。設計は最終的に2008年3月に完了してインド政府に予算獲得のために提出された。インドの有人宇宙飛行計画の予算は2009年2月に認められた。最初の無人飛行は2013年を予定していた。
2009年春、実物大のカプセルの模型が宇宙飛行士の訓練のためにサティシュ・ダワン宇宙センターに納入された。
この間、財政上の理由により、2013年8月に有人宇宙飛行計画はISROの優先順位からはずすと発表されたが、2014年初頭に計画は再検討され、2月に主要な予算の一部が増額されると発表された。
2014年2月13日、インドの大手航空宇宙メーカーのヒンドスタン航空機(HAL)は、インドの有人宇宙船計画「HSP」向けに製造したカプセル型有人宇宙船の乗員モジュール(CM)の1号機を、インド宇宙研究機関に引き渡したと発表した。
ISROのVSSCは乗員支援、航法、誘導と制御装置を備えた乗員モジュールを備える予定である。ISROはGSLV Mk3 X1 実験弾道飛行を2014年12月18日に実施して無人の機体の試験を実施した。GSLV Mk3 は（液体窒素を満たした）模擬の極低温上段を備え、シュリハリコーダのサティシュダワン宇宙センターの第2射点から午前9時30分に発射された。乗員モジュールは高度126 kmでロケットから分離された。搭載されたエンジンは制御され、乗員モジュールは高度80 kmまで減速した。推進器は80 kmで停止して空気抵抗でカプセルはさらに減速した。モジュールの遮熱シールドは予想された1600 °Cに達したと想像される。高度15 kmでパラシュートが開傘してベンガル湾のアンダマン諸島やニコバル諸島の近海に着水した。この打ち上げは軌道投入、分離、再突入と乗員カプセルのシステムを試験するために実施され、カプセルの分離、熱遮蔽と空気ブレーキシステム、パラシュートの開傘、着水、浮遊装置とベンガル湾からの乗員カプセルの回収テストがおこなわれた。
2014年11月、インドの宇宙開発関係者は、有人宇宙飛行は2021年頃になるとの見解を示した。
2023年10月、テストのロケット打ち上げを行った。有人を宇宙に送るのは2025年を予定している。
2024年2月27日、ナレンドラ・モディ首相は、有人宇宙飛行に参加する4名の宇宙飛行士(Vyomnauts)の氏名(Prashanth Balakrishnan Nair、Angad Prathap、Ajit Krishnan、Shubanshu Shukla)を公表した。彼らは全員、長期間インド空軍においてテストパイロットとして勤務した経験を有し、ISS（国際宇宙ステーション）でのミッションに参加する予定である。同年11月、有人飛行は2026年に延期されたと報じられ、ISRO議長のS・ソマナスは講演でその理由を「乗員の安全確保と技術的課題」であると述べた。

## 運用国
- インド